# Bataille de Voronej (1943)
Ne doit pas être confondu avec la première bataille de Voronej en 1942
Seconde Guerre mondiale
Batailles
Front de l’Est

Prémices :
- Campagne de Pologne
- Guerre d’Hiver

Guerre germano-soviétique :
- 1941 : L'invasion de l'URSS

- Opération Barbarossa

Front nord : 
- Guerre de Continuation
- Opération Silberfuchs
- Siège de Léningrad

Front central : 
- 2e bataille de Brest-Litovsk
- Bataille de Białystok–Minsk
- 1re bataille de Smolensk
- Bataille de Kiev

Front sud : 
- Siège d'Odessa
- Campagne de Crimée

- 1941-1942 : La contre-offensive soviétique

Front nord : 
- Poche de Demiansk
- Poche de Kholm

Front central : 
- Bataille de Moscou

Front sud : 
- Seconde bataille de Kharkov

- 1942-1943 : De Fall Blau à 3e Kharkov

Front nord : 
- Offensive de Siniavino
- Opération Iskra
- Bataille de Krasny Bor
- Opération Poliarnaïa Zvezda

Front central : 
- Opération Mars

Front sud : 
- Bataille du Caucase (opération Fall Blau)
- Bataille de Stalingrad
- Opération Uranus
- Opération Saturne
- Offensive d'Ostrogojsk-Rossoch
- Offensive de Voronej-Kastornoe
- Opération Gallop
- Opération Étoile
- Troisième bataille de Kharkov

- 1943-1944 : Libération de l'Ukraine et de la Biélorussie

Front central : 
- 2e bataille de Smolensk
- Opération Bagration

Front sud : 
- Bataille de Koursk
- Bataille du Dniepr
- Offensive Dniepr-Carpates
- Offensive de Crimée
- Offensive de Lvov-Sandomir

- 1944-1945 : Campagnes d'Europe centrale et d'Allemagne

Allemagne : 
- Offensive Vistule-Oder
- Offensive de Poméranie orientale
- Siège de Breslau
- Offensive de Prusse-Orientale
- Bataille de Königsberg
- Bataille de Seelow
- Bataille de Bautzen
- Bataille de Berlin
- Capitulation allemande

Front nord et Finlande : 
- Guerre de Laponie
- Offensive Leningrad-Novgorod
- Bataille de Narva

Europe orientale : 
- Opération Margarethe
- Insurrection de Varsovie
- Soulèvement national slovaque
- Opération Panzerfaust
- Bataille de Budapest
- Opération Frühlingserwachen
- Offensive de Vienne
- Insurrection de Prague
- Offensive de Prague
- Bataille de Slivice

Front d’Europe de l’Ouest

Campagnes d'Afrique, du Moyen-Orient et de Méditerranée

Bataille de l’Atlantique

Guerre du Pacifique

Guerre sino-japonaise

Théâtre américain
La bataille de Voronej ou offensive Voronej-Kastornoe selon la dénomination utilisée dans l'historiographie soviétique, est une opération de l'Armée rouge durant la Seconde Guerre mondiale.
Elle se déroule du 24 janvier 1943 au 2 février 1943, six mois après la première bataille de Voronej, et marque la quatrième phase de l'offensive générale soviétique pour l'hiver 1942-1943 dans le secteur sud du front de l'Est. Elle suit immédiatement l'offensive Ostrogojsk-Rossoch.
Cette nouvelle manœuvre en tenaille des forces soviétiques, rendue extrêmement difficile par les intempéries de l'hiver, est menée par les troupes du front de Voronej sous les ordres du général Golikov, remontant depuis le sud, en collaboration avec le flanc gauche du front de Briansk du général Maks Reiter venant du nord.
La 2e armée allemande déployée sur l'importante tête de pont de Voronej et les troupes hongroises encore présentes sur le front, après la défaite totale et catastrophique du gros des forces hongroises en janvier, sont attaquées sur leurs flancs, menacées d'encerclement et forcées à une désastreuse retraite en plein milieu du terrible hiver russe.
Les pertes de l'Axe furent considérables, la Deuxième Armée n'échappa que par miracle à une destruction complète et une nouvelle brèche énorme s'ouvrit dans le front de l'Axe. Elle laisse ouverte la direction de Koursk, qui sera libérée pendant l'opération Étoile qui suit, et menace aussi par le sud l'important bastion d'Orel.